# Etmopterus schultzi
Etmopterus schultzi е вид акула от семейство Светещи акули (Etmopteridae). Видът не е застрашен от изчезване.

## Разпространение и местообитание
Разпространен е във Венецуела, Колумбия, Куба, Мексико (Веракрус, Кампече, Кинтана Ро, Табаско, Тамаулипас и Юкатан), САЩ (Алабама, Луизиана, Мисисипи, Тексас и Флорида), Суринам, Тринидад и Тобаго, Френска Гвиана и Хондурас.
Обитава морета и заливи. Среща се на дълбочина от 200 до 1000 m, при температура на водата от 5,2 до 13,3 °C и соленост 34,6 – 35,6 ‰.

## Описание
На дължина достигат до 30 cm.